# Бёф бургиньон
Бёф бургиньо́н (фр. bœuf bourguignon — говядина по-бургундски) — традиционное, но не широко распространённое блюдо французской кухни. Готовится из тушёных, слегка обжаренных кусочков говядины в густом винном соусе на говяжьем бульоне, приправляется чесноком, луком, морковью, грибами.

## История
Бёф бургиньон является одним из многочисленных крестьянских блюд, которые со временем прижились в «высокой кухне». Скорее всего, потребность тушить говядину в винном соусе возникла в те времена, когда мясо было очень жёстким и простой жарки было недостаточно. Сейчас в распоряжении поваров есть говядина на любой вкус, так что потребность в приготовлении такого блюда в ресторанах высокой кухни отпадает, несмотря на то, что его название стало нарицательным для французских мясных блюд. Блюдо сохраняет актуальность в домашнем обиходе как способ приготовления более дешёвых сортов говядины с целью экономии, или же — для более полноценного использования туши убитых животных.

## Приготовление и подача

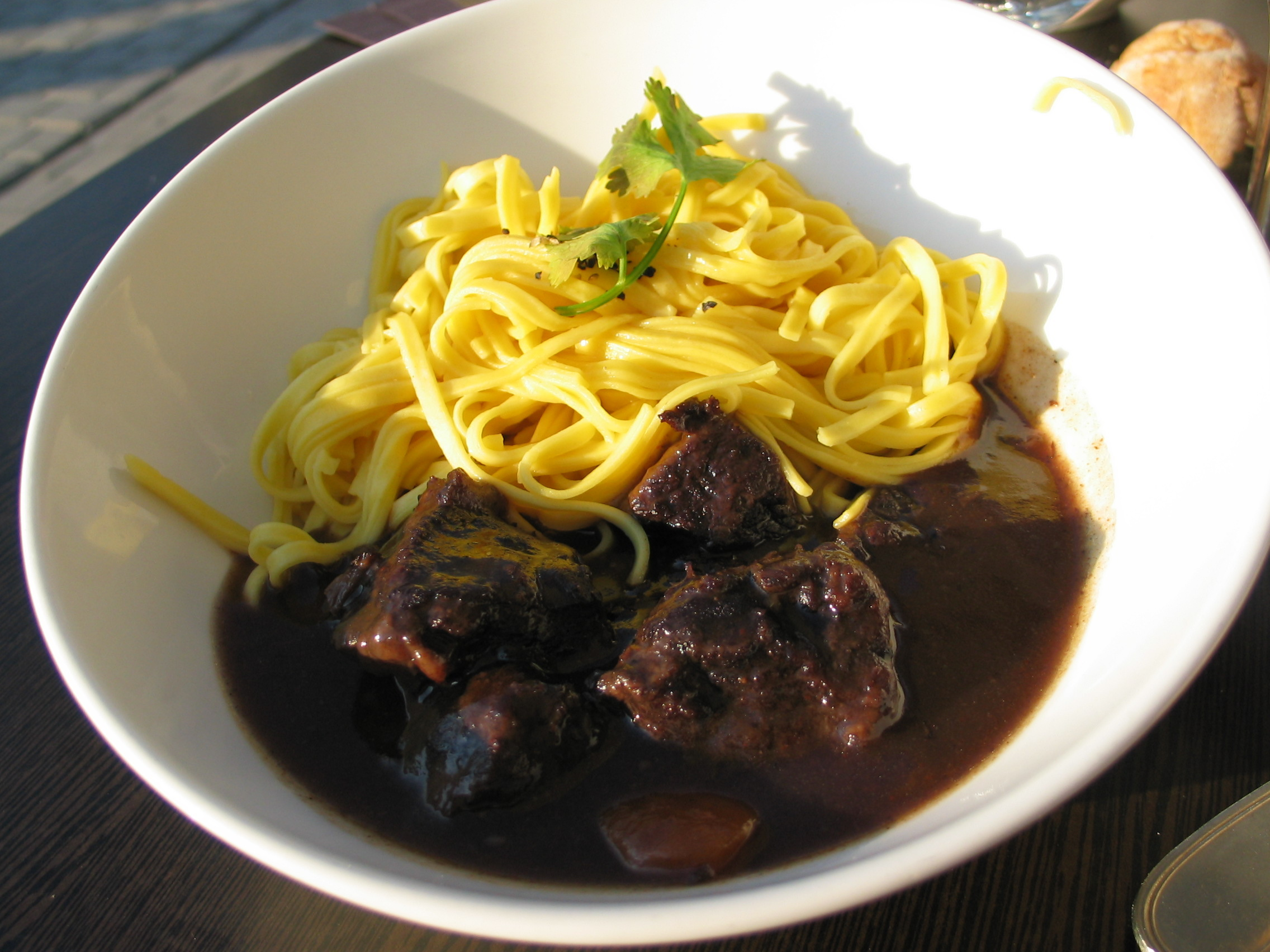
Бёф бургиньон с гарниром из пасты

Рецепт этого блюда для многих до сих пор является загадкой. За долгие годы он претерпел существенные изменения, в частности, из-за различия продуктов питания. Но главным в нём по-прежнему остается: правильная обжарка говядины, правильная густая консистенция винного соуса, точное время готовки (около трёх часов). С 2009 года к рецепту возник живой интерес благодаря выходу в свет кинофильма «Джули и Джулия». Главная героиня этой автобиографической истории — Джулия Чайлд — была автором книги «Осваивая искусство французской кухни». И ключевым блюдом в этой истории как раз и выступает «Бёф бургиньон». Окончательного, общепризнанного рецепта этого блюда пока не было опубликовано.
Говядину залить красным вином и поставить на 5-6 часов в холодное место.
После этого достать говядину и обвалять каждый кусочек в муке. В глубокой кастрюле обжарить мясо на растительном масле. Добавить томатной пасты. Жарить, постоянно помешивая и не давая подрумяниться, корочка не должна быть жёсткой. Добавить соус, овощи и мясной бульон. Дать массе закипеть, затем уменьшить огонь и так варить (тушить) 2,5 часа, пока мясо не станет мягким, а соус не загустеет. За 15 минут до готовности обжарить грибы. Добавить грибы в кастрюлю и через 15 минут выключить.
Бургиньон из говядины обычно подаётся с отварным картофелем или пастой.